# AZ&PC
El AZ&PC o Amersfoortse Zwem en Polo Club es un club holandés de natación y waterpolo con sede en la ciudad de Amersfoort.

## Historia
EL AZ&PC fue fundado el 29 de mayo de 1910. El club se encuentra en las instalaciones Sportfondsenbad Bisschopsweg Amersfoort que esperan ser cambiadas como sede del club por un nuevo complejo deportivo en 2013.

## Palmarés
- 8 veces campeón de la Liga de los Países Bajos de waterpolo masculino

(1956, 1961, 1963, 1965, 1993, 1994, 1997, 1998)
- 6 veces campeón de la Copa KNZB de waterpolo masculino

(1962, 1964, 1997, 1998, 1999, 2012)